# Хедонизъм
Хедонизмът (от гръцки: ἡδονισμός [hēdonismos], от ἡδονή [hēdonē] „удоволствие“ + наставка -ισμός [ismos] „изъм“) е школа в етиката, според която удоволствието е единствената съществена ценност. Eтическо учение, според което най-висшата цел на човешкия живот е удоволствието и насладата в противовес на аскетичния живот.
Хедонизмът е термин с гръцки произход, който означава наслада. За привържениците на хедонизма наслаждението е висше благо. Всичко, което доставя наслада, е добро. Всичко, което не доставя наслада – не следва да получава внимание. Стремежът към насладата се разглежда от хедонизма като основното движещо начало на човека, което се предава по наследство. Противоположност на хедонизма – това е аскетизмът. Аскет – това е човек, който отказва себе си от всичко, освен от основните неща опазващи живота му.
Един от основните представители на хедонизма е философът Аристип от Кирена (ІV век пр.н.е.). Той, виждайки висшето благо в достигането на чувствените удоволствия, разработил теория на хедонизма, която по-късно била доразвита от Епикур и неговите последователи – епикурейците.
Епикурейците по-късно потвърждават, че удоволствието и щастието могат да се намират винаги и само при добро самочувствие, в постоянно и независимо желание, и в чувството за свобода.
Класически школи в Античността:
1. Киренска школа
2. Епикурейство